# Haplaxius adiopodoumeensis
Espèce
Haplaxius adiopodoumeensis est une espèce d'insectes hémiptères de la famille des Cixiidae, originaire des régions tropicales d'Afrique.
Cette espèce de cicadelles est suspectée d'être le vecteur d'un phytoplasme responsable du jaunissement mortel du palmier, dans certains pays d'Afrique.